# Gonzaga Patriota
Luiz Gonzaga Patriota (Sertânia, 28 de janeiro de 1946) é um advogado e político brasileiro. Atualmente é ex- deputado federal pelo Partido Socialista Brasileiro de Pernambuco.

## Biografia
Formado em bacharelado em Ciências Contábeis, em Fortaleza em 1972 e direito em 1978. Iniciou sua vida pública ainda como estudante e membro do Movimento Democrático Brasileiro (MDB) desde 1968, em 1980 o partido passou a ser chamado de Partido do Movimento Democrático Brasileiro (PMDB). Encontra-se filiado ao Partido Socialista Brasileiro desde 1994.
Como deputado federal, votou a favor da admissibilidade do processo de impeachment de Dilma Rousseff. Já durante o Governo Michel Temer, votou contra a PEC do Teto dos Gastos Públicos. Em abril de 2017 foi contrário à Reforma Trabalhista. Em agosto de 2017, votou a favor do processo em que se pedia abertura de investigação do presidente Michel Temer.

## Cargos eletivos
- Deputado estadual, 1983-1987, PMDB
- Deputado federal, 1987-1991, PMDB
- Deputado federal, 1995-1999, PSB
- Deputado federal, 1999-2003, PSB
- Deputado federal, 2003-2007, PSB
- Deputado federal, 2007-2011, PSB
- Deputado federal, 2011-2015, PSB
- Deputado federal, 2015-2018 , PSB
- Deputado federal, 2019-2022, PSB